# Waldbahn Hintersee
| Waldbahn Hintersee        | Waldbahn Hintersee  |
| ------------------------- | ------------------- |
| Bahnschuppen am Hintersee |                     |
| Schaukasten am Hintersee  |                     |
| Streckenlänge:            | 7 km                |
| Spurweite:                | 600 mm (Schmalspur) |
|                           |                     |

Die Waldbahn Hintersee war eine Waldbahn der ehemaligen Forstverwaltung der Österreichischen Bundesforste mit einer Spurweite von 600 mm zwischen Vordersee und Hintersee im Land Salzburg. Sie wurde von 1922 bis 1932 betrieben.

## Erschließungskonzept
Die Tal-Waldbahn bildete das Kernstück des Aufschließungssystems, hatte eine Länge von 7 km und wurde am 10. August 1922 eröffnet, sie führte von Vordersee nach Hintersee zur Talstation der Anzerboden-Seilriese. Zur Talstation der Schöberlboden-Seilriese im Leitengraben wurde eine 0,3 km lange Zubringerbahn gebaut. In den Jahren 1926/27 wurde ein Waldbahnflügel in den Lämmerbach bis zur Talstation der Seilriese vom Königsberg gebaut (9,2 km).
Es gab noch drei Seilbahnen, sie wurden auch als Seilriesen bezeichnet. Diese transportierten das Holz vom Anzerboden (1920), vom Schöberlboden (1924) und vom Königsberg (1927) ins Tal zur Waldbahn. Zusätzlich existierten drei Zubringer-Rollbahnen am Berg, diese brachten das Holz vom Schlagort zu den Seilriesen.

## Die Fahrzeuge der Waldbahn

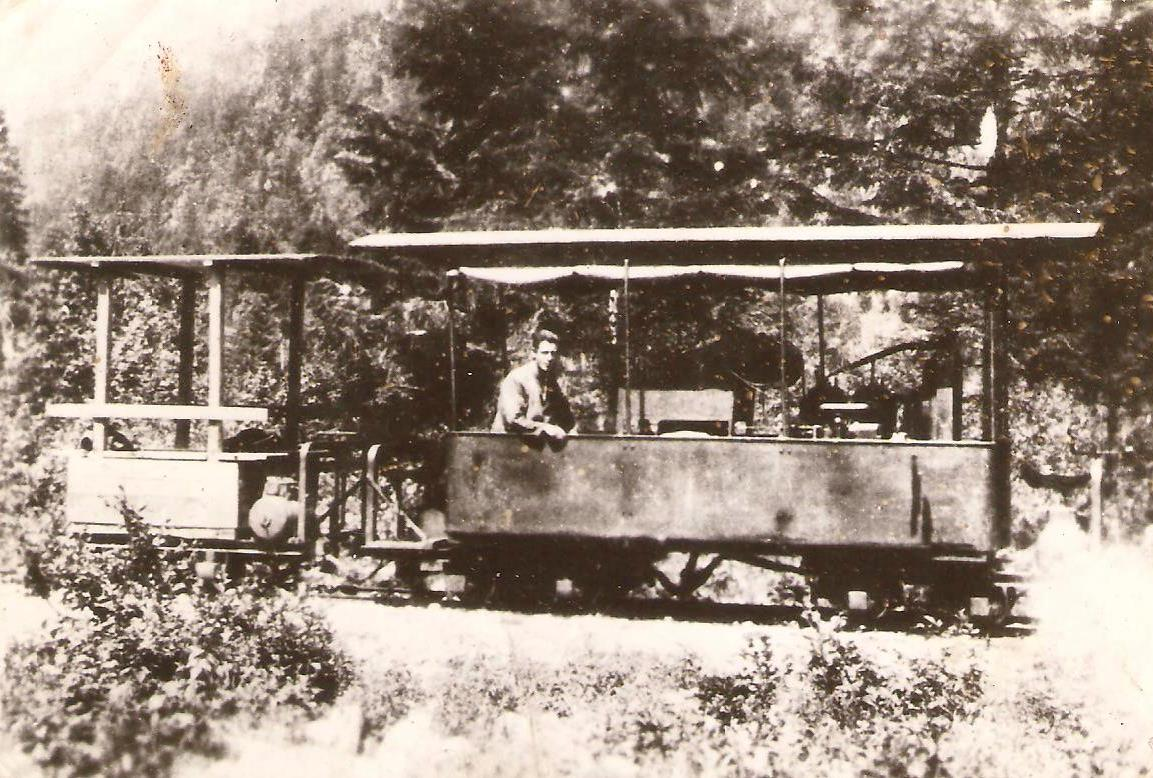
GEBUS-Lokomotive mit Wagen

Von 1922 an standen folgende Fahrzeuge zur Verfügung:
- 3 Austro-Daimler-Kombiwagen mit je 3,5 PS Aggregaten
- 2 Austro-Daimler-Zugtriebwagen mit 6 PS Aggregaten
- 30 Doppeltruckgarnituren
- 60 zweiachsige Kippstockwagen, davon 30 mit Handbremse
- 3 Muldenkipper

Es war bald notwendig, an Stelle der Austro-Daimler-Maschinen ein größeres, vor allem stärkeres Triebfahrzeug zu beschaffen. Eine benzinelektrische GEBUS-Lokomotive mit 25-PS-Fiat-Benzinmotor und direkt gekuppelter Dynamomaschine wurde angeschafft, die 6 Achsen wurden von 3 Elektromotoren angetrieben. Die Maschine, Baujahr 1923, der Type A 6030 trug die Fabriknummer 6 und entwickelte 30 PS. Zu der Lokomotive gehörte ein zweiachsiger Zugkraftverstärker, der nach einiger Zeit auch als Personenwagen diente. Das Fahrzeug besaß einen Antriebsmotor, dessen Stromversorgung über ein Kabel von der Lokomotive aus erfolgte. Da der Zugkraftverstärker relativ leicht war, besaß er Ballastgewichte zur Erhöhung der Reibung. Die Fahrgeschwindigkeit war rund 4–12 km je Stunde. Die Nutzfahrt betrug nun, mit 16 bis 18 Wagen, 70 bis 80 Festmeter gegenüber den bisherigen 20 bis 27 fm mit 5 Wagen. Moriz Gelinek, der Inhaber der Firma GEBUS, war Erfinder und bahnbrechender Bahnpionier (geb. 30. April 1887 in Hallein, gest. 24. Jänner 1979).
Die Gebus-Lokomotive Type A 6030 wurde an das Gipswerk Grundlsee zurückgekauft.
Laut Meldung von Fritz Kurrent im Jahr 1949 an die Forstverwaltung waren vorhanden: 1 Benzinelektro-Waldbahnmaschine, System „GEBUS“, Dynamo davon 18 Kl. W., Benzinmotor Marke Büssing 50 PS, 3-Achser mit 3 Hauptstrom-Elektroantriebsmotoren je 6 PS, derzeit mit Holzgasanlage.

## Exkursion des Deutschen Forstvereines nach Hintersee

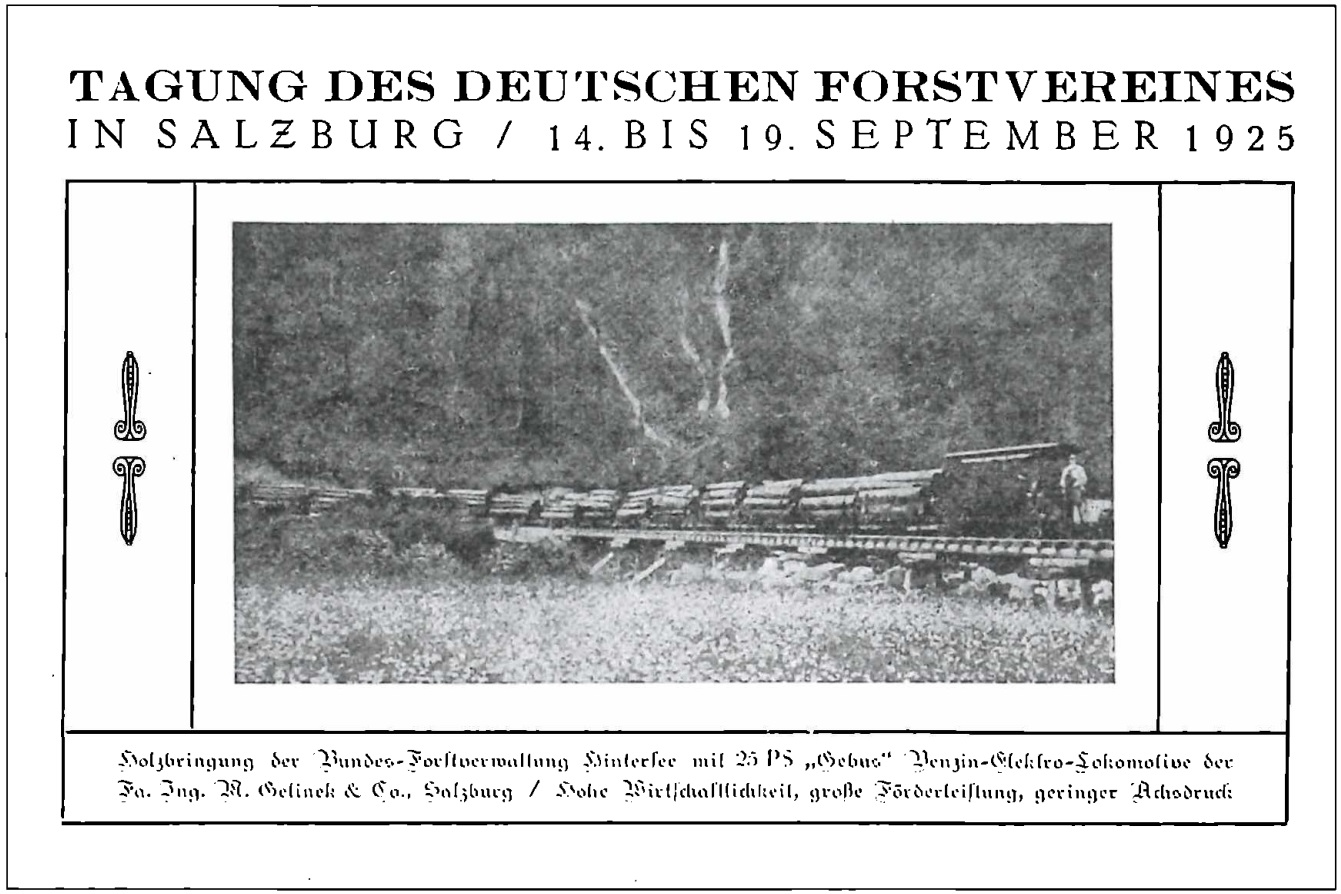

1925 tagte der Deutsche Forstverein in Salzburg. An drei Tagen kamen je 60 deutsche Forstmeister und Förster mit ihren Frauen mit Autobussen nach Vordersee, von dort ging es per Waldbahn zur Schöberlboden-Seilriese, wo der erste Vortrag stattfand. Am Anhabweg ging es zu Fuß hinauf auf den Schöberlboden. Dort gab es „fürwahr Debatten kaum vorstellbaren Ausmaßes; erst als die fremden Herren die herrlichen Waldbestände bester Bonität mit einem Holzvorrat von 1000 fm/ha sahen — auf über 1000 m Meereshöhe — wurden sie allmählich still und andächtig“ (H. Dschulnigg). Die Österreichische Forst-Zeitung berichtete mehrfach über die Tagung und auch über die Exkursion mit der Waldbahn – dort allerdings als Kleinbahn bezeichnet. In einem Artikel im Grazer Tagblatt vom 1. Januar 1926 wurde auch über technische Details der Waldbahn berichtet.

## Das Ende der Waldbahn

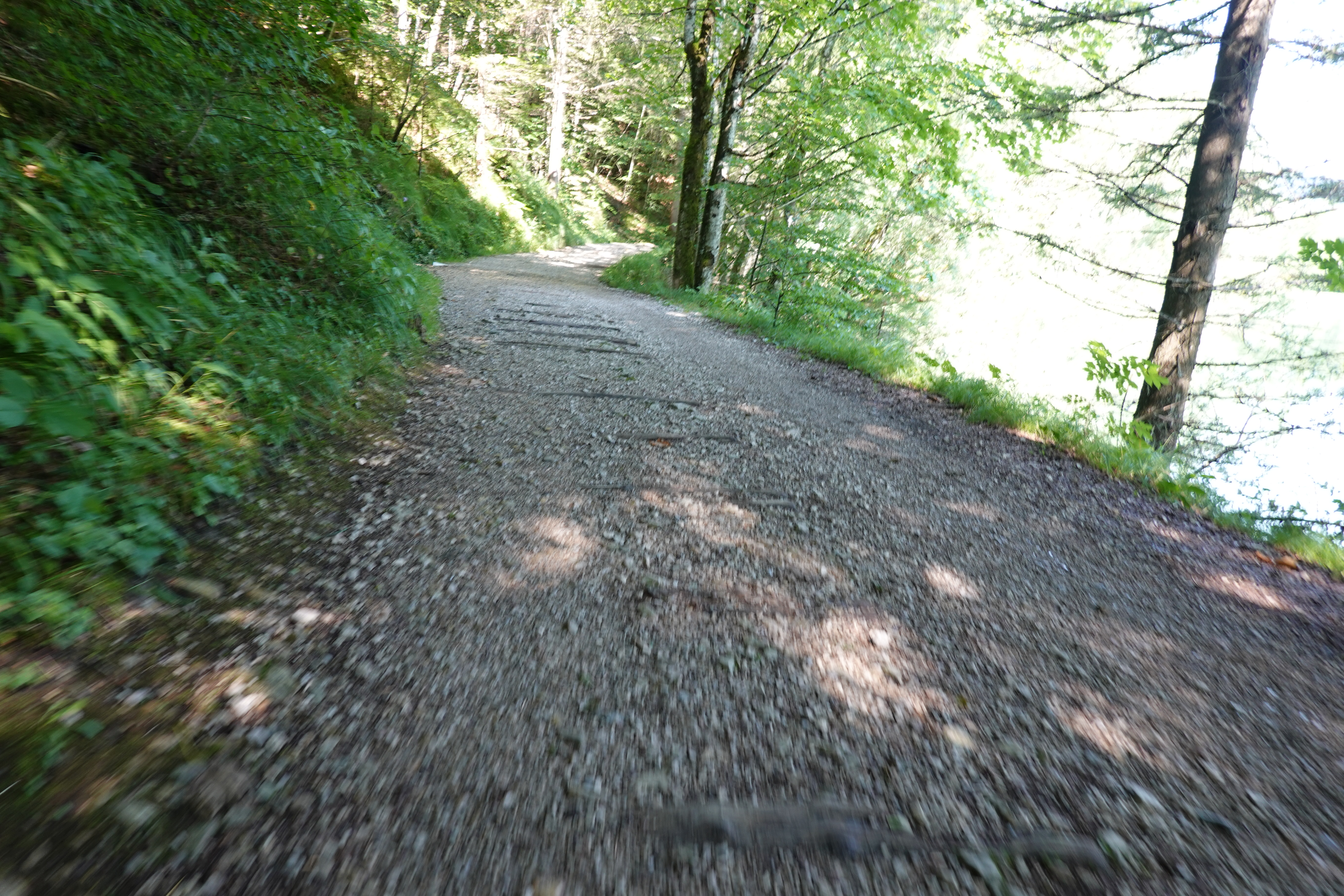
Bahnschwellen am Rundweg

Im Jahr 1932 rutscht ein Streckenstück der Waldbahn durch zu starkes Absenken des Wasserspiegels in den Hintersee. Ab dieser Zeit konnte die Waldbahn nur
noch bis zum neu errichteten Holzlager- und Verkaufsplatz auf den Königstattfeldern verkehren.
1948 wurde wegen der fortgeschrittenen Motorisierung die Waldbahn unrentabel und der Bahnbetrieb wurde zur Gänze eingestellt. Im Jahre 1969 wurde die letzte Seilbahn vom Schöberlboden abgetragen und durch eine Forststraße abgelöst.